# Томас, Дайан
Дайан Рене Томас (англ. Diane Renee Thomas; 7 января 1946, Су-Сент-Мари, Мичиган — 21 октября 1985, Лос-Анджелес, Калифорния) — сценарист, автор сценария фильма «Роман с камнем».

## Биография
Томас родилась и выросла в северном Мичигане, изучала маркетинг в Университете Южной Калифорнии, работала копирайтером. Также она училась на актёрских курсах, была членом нескольких импровизационных актёрских групп.
В 1978 году Томас устроилась официанткой в мексиканский ресторан у автотрассы SR 1. В свободное от работы время она занималась написанием сценариев. Работа над сценарием фильма о приключениях писательницы в латиноамериканских джунглях заняла у неё год. После её завершения Томас разослала свой сценарий крупнейшим голливудским студиям. Вскоре его за 250 тыс. долларов приобрели продюсер Майкл Дуглас и студия Columbia Pictures.
В итоге фильм «Роман с камнем» сняла студия 20th Century Fox, а сам Дуглас исполнил в нём одну из главных ролей. Картина вышла на экраны в 1984 году и имела большой коммерческий успех. Томас оказалась востребована в Голливуде и была приглашена сразу в несколько проектов. Так, она была нанята компанией Стивена Спилберга Amblin Entertainment для написания сценария к его будущему фильму «Всегда». Также она написала черновой вариант сценария к третьему фильму об Индиане Джонсе, в котором должен был фигурировать дом с привидениями. Однако Спилберг этот сюжет забраковал, поскольку он тематически походил на фильм «Полтергейст», над которым он ранее работал в качестве сценариста и продюсера. Из-за занятости Томас не смогла взяться за сиквел «Романа с камнем», получивший название «Жемчужина Нила», но по просьбе Дугласа внесла в сценарий некоторые правки.
21 октября 1985 года Томас погибла в автокатастрофе. Принадлежащий ей автомобиль Porsche Carrera, за рулём которого находился её бойфренд, актёр Стивен Норман, врезался в опору линии электропередачи недалеко от Топанга-Бич в пригороде Лос-Анджелеса.